# آتشین رتسینا
آتشین رتسینا (نام علمی: Aethionema retsina) نام یک گونه از سرده آتشین است. متاسفانه این گونه در معرض خطر انقراض می‌باشد.